# Дофін (Пенсільванія)
Дофін (англ. Dauphin) — місто (англ. borough) в США, в окрузі Дофін штату Пенсільванія. Населення — 795 осіб (2020).

## Географія
Дофін розташований за координатами 40°22′6″ пн. ш. 76°55′49″ зх. д. / 40.36833° пн. ш. 76.93028° зх. д. (40.368271, -76.930273).  За даними Бюро перепису населення США в 2010 році місто мало площу 1,12 км², з яких 1,11 км² — суходіл та 0,01 км² — водойми.

## Демографія
Згідно з переписом 2010 року, у селищі мешкала 791 особа в 333 домогосподарствах у складі 227 родин. Густота населення становила 705 осіб/км².  Було 364 помешкання (325/км²).
Расовий склад населення:
| - 97,3 % — білих - 0,8 % — чорних або афроамериканців - 0,5 % — азіатів |

До двох чи більше рас належало 1,0 %. Частка іспаномовних становила 1,4 % від усіх жителів.
За віковим діапазоном населення розподілялося таким чином: 21,6 % — особи молодші 18 років, 62,0 % — особи у віці 18—64 років, 16,4 % — особи у віці 65 років та старші. Медіана віку мешканця становила 40,7 року. На 100 осіб жіночої статі у селищі припадало 99,7 чоловіків;  на 100 жінок у віці від 18 років та старших — 96,8 чоловіків також старших 18 років.
Середній дохід на одне домашнє господарство  становив 69 021 долар США (медіана — 64 583), а середній дохід на одну сім'ю — 77 251 долар (медіана — 72 386). За межею бідності перебувало 4,5 % осіб, у тому числі 1,6 % дітей у віці до 18 років та 15,3 % осіб у віці 65 років та старших.
Цивільне працевлаштоване населення становило 479 осіб. Основні галузі зайнятості: освіта, охорона здоров'я та соціальна допомога — 21,1 %, роздрібна торгівля — 17,7 %, фінанси, страхування та нерухомість — 10,2 %, мистецтво, розваги та відпочинок — 10,2 %.